# Kurt von Barisiani

Kurt von Barisiani

Kurt von Barisiani (auch Kurt von Barisani) (* 17. Oktober 1895 in Wien; † 17. November 1970 in München) war ein österreichisch-deutscher Politiker (NSDAP) und SA-Führer.

## Leben und Wirken
Nach dem Besuch der Volksschule und der Realschule, die er mit der Matura abschloss, nahm Barisiani ab 1914 als Kriegsfreiwilliger am Ersten Weltkrieg teil. Im Krieg, in dem er an der russischen und italienischen Front kämpfte, wurde er bis zum Oberleutnant der Reserve befördert, zweimal verwundet und wiederholt ausgezeichnet.
Nach seiner Demobilisierung im Herbst 1918 übernahm der gelernte Drogist eine Stellung als Privatbeamter und Geschäftsführer eines chemisch-pharmazeutischen Betriebes in Wien. Politisch engagierte er sich seit 1923 in der österreichischen NS-Bewegung. Seit diesem Jahr war Barisani auch SA-Mitglied. Er trat zum 18. Mai 1926 der NSDAP bei (Mitgliedsnummer 51.746). Bis zum Beginn der 1930er Jahre stieg er in dieser Organisation in die höhere Führungsriege auf. In seiner Funktion als SA-Führer war er auch an politisch motivierten Anschlägen beteiligt. Nach dem Anschlag auf das bekannte Wiener Kaufhaus Gerngross am 18. Dezember 1932, bei dem Nationalsozialisten durch Stinkbomben und Tränengas eine Massenpanik unter den Käufern verursachten, wurde bei Barisani eine beträchtliche Menge Sprengstoff gefunden. Er war dann von Ende 1932 bis Februar 1933 in Untersuchungshaft, musste letztlich aber wegen Mangels an Beweisen wieder auf freien Fuß gesetzt werden. Nachdem er im Juni 1933 in Sprengstoffanschläge in Wien verwickelt war – er dürfte der Lieferant der verwendeten Sprengstoffe gewesen sein –, flüchtete er nach dem Verbot der NSDAP in Österreich ins Deutsche Reich.
Hier war Barisani, der mit 1. Juli 1933 zum Brigadeführer in der Österreichischen Legion avancierte, im Stab der SA-Obergruppe VIII (Österreich) tätig und gehörte zum engeren Führungsstab Hermann Reschnys. Im März 1938, kurz nach dem „Anschluss Österreichs“ an das Deutsche Reich, wurde von Barisani Brigadeführer im NSKK und führte zunächst die Motorgruppe Ostmark. Im Jahr 1939 wurde Barisani auch Hauptmann in der Wehrmacht, wo er eine Sturmgeschütz-Abteilung kommandierte. In den letzten Kriegsjahren war von Barisani beim Reichsministerium für Bewaffnung und Munition tätig.
Ebenfalls im März 1938 wurde von Barisani Abgeordneter des nationalsozialistischen Reichstag, dem er bis zum Ende der NS-Herrschaft im Mai 1945 angehörte. Darüber hinaus war er Träger eines Ehrenzeichens der Partei. Nach Kriegsende zog er im Juli 1946 nach Lofer bei Salzburg und verstarb 1970 in München.